# 北区立滝野川紅葉中学校
北区立滝野川紅葉中学校（きたくりつたきのがわこうようちゅうがっこう）は、東京都北区にある公立中学校である。

## 部活動
- 陸上部
- 野球部
- サッカー部
- 男子ソフトテニス部
- 女子ソフトテニス部
- バレーボール部
- 男子バスケットボール部
- 女子バスケットボール部
- 卓球部
- アートアンドクラフト部
- 手芸部
- 日本文化部

## 行事
※年度によって実施日が異なる
4月
- 入学式
- 1学期始業式
- 6組北区合同運動会
- 任命式
- 離任式

5月
- 運動会

6月
- 3年修学旅行(京都•奈良)

8月
- 1年岩井臨海学園
- 2年EC那須

10月
- 1学期終業式
- 2学期始業式
- 文化発表会•発表部門

11月
- 1年校外学習

1月
- 文化発表会•展示部門
- 2年校外学習(鎌倉)

3月
- 3年校外学習
- 百人一首大会
- 卒業式
- 2学期終業式

## 沿革
- 2009年 - 北区立紅葉中学校と北区立滝野川中学校が合併し開校。
  - 校舎は旧滝野川中学校（東京都北区滝野川2-52-10）を使用。
- 2013年 - 旧紅葉中学校跡地（東京都北区滝野川5-55-8）の新校舎へ移転。
- 2013年11月 - 新校舎落成式典を挙行

## 所在地
- 東京都北区滝野川5丁目55-8

## 開校記念日
- 5月1日

## 被統合校の概要

### 北区立紅葉中学校
北区立紅葉中学校（きたくりつこうようちゅうがっこう）は、かつて存在した公立中学校。開校記念日は5月1日だった。
沿革
- 1947年（昭和22年）- 創立。
- 1964年（昭和39年）- 完全給食を開始。
- 1969年（昭和44年）- 校舎・体育館・プール・校庭の落成式を挙行。
- 2009年（平成21年）- 北区立滝野川中学校と統合し閉校。

#### 主な卒業生
- 倍賞千恵子
- 倍賞美津子
- 菅六郎
- 旭五郎
- 競泳日本代表　武藤慎